# Ernesto di Zwiefalten
Ernesto di Zwiefalten (Steißlingen, ... – La Mecca, 1148) è stato abate nel monastero di Zwiefalten nel Württemberg fondato dai conti Kuno e Liutold von Achalm nel 1089. Morì martire ed è venerato come santo dalla Chiesa cattolica.

## Agiografia
Poco si sa sulla vita di sant'Ernesto, patrono della Germania. Ernest, come era all'epoca, era nato a Steißlingen. Divenne a 20 anni l'abate dell'abbazia benedettina di Zwiefalten. Passò oltre 30 anni da abate, aprendo due case di accoglienza per tutti e compiendo miracoli non specificati.
Nel 1146 si unì alle forze del re Corrado III, ovvero a Ottone di Frisinga alla seconda crociata e predicò tra i musulmani, in particolare nell'Arabia Saudita e in Persia, ma fu poi catturato dai musulmani. Secondo la leggenda sarebbe stato portato a La Mecca, venendo torturato e ucciso nel 1148.

## Culto
La sua festa è celebrata il 7 novembre.
Nell'abbazia di Zwiefalten si conserva una statua di Ernesto sull'altare di Santo Stefano e due pitture che lo ritraggono.